# Mária-tisztelet
A Mária-tisztelet Szűz Mária megkülönböztetett tisztelete a keresztény egyházakban. Mária tisztelete nem azonos Isten imádásával, de több a szentek tiszteleténél. Az ortodox keleti egyházakban és a római katolikus egyházban kivételes tisztelet (hüperdúlia) illeti meg, ez az a nagyobb tisztelet, amelyet kivételes helyzete miatt a szenteknek szokásosan kijáró tisztelethez képest megilleti. Valamennyi angyalnál és szentnél magasabban áll, mint Istenanya, aki az eredeti bűn szeplője nélkül fogantatott, s a mennyben érdemeivel és dicsőségével az összes angyalt, szentet, boldogot megelőzi, és a legnagyobb közbenjárói hatalommal rendelkezik. 

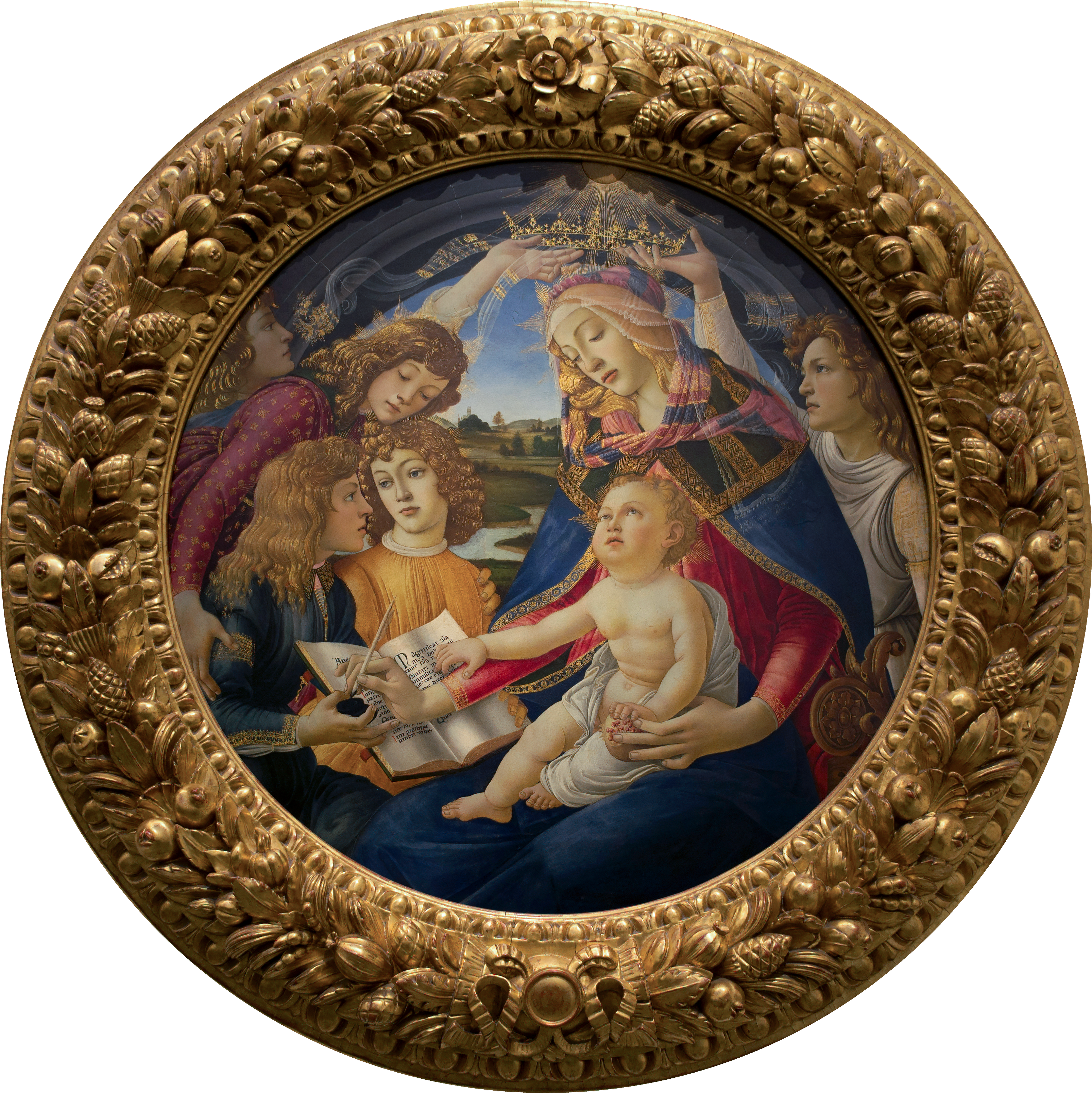
Sandro Botticelli: Madonna del Magnificat 1483. körül

A Mária-tisztelet kiterjedten keleten kezdődött a 4. században, majd nyugaton is egyre inkább meghonosodott. A középkor közepén már uralkodó helyet foglalt el a keresztény Európában, majd azután a protestantizmus megjelenésével ismét háttérbe szorult. 
A bizánci művészet királynői méltóságban, hieratikus fenségben (Hodigitria-ikontípus), és az anyaságot hangsúlyozva (Galaktotrophusza-, Eleusza-ikontípus) egyaránt megjeleníti. A katolikus egyház Mária-képe a középkori teológiában, elsősorban Clairvaux-i Szent Bernát mariológiájában kristályosodott ki. Örök szüzessége által a tisztaság erényének megtestesítője; anyasága kiválasztottság, csodás termékenység, az isteni kegy, a Megváltás művének kezdőpontja, az isteni fenség részese. A Van Eyck testvérpár genti oltárán Mária királynői fenségben, az Isten jobbján látható; a feje körüli felirat: "mert ékesebb a napnál és fenségesebb minden csillagképnél.

## Történelem
A Mária-tisztelet legkezdetibb nyomai a 2. század kereszténységében lelhető fel, amikor egyes írók Máriát, mint isten anyját kezdték el magasztalni. A 2. század közepére tehető legrégebbi ábrázolása, amely a Priscilla katakombában  (Róma) látható, ahol átölelve tartja gyermekét. Szintén ebben a katakombában láthatjuk a 4. századi angyali üdvözlet ábrázolását is.
Mária-ünnepnek az első három században nem található nyoma. 
Mária fokozatos szentté válása és megistenülése elsősorban a népi jámborság műve volt. Fontossága anyai mivoltából eredt: Deipara (= Istenszülő). A kifejezés először a 3. század elején fordult elő; de amikor később a miafiziták eretnek értelemben használták, a Deipara szót világosabb kifejezéssel helyettesítették: Theotokosz (= Istenanya, Istenszülő). 
Mária, a Szűzanya teológiája a Nagy Istennők partenogenezisének (szűznemző képességének) felfogásait vette elő és tette tökéletesebbé. A Madonna-teológia az őstörténet óta ismert legősibb és legjelentősebb tiszteletadás megjelenítése, amit csak a nőiség vallási titka kapott. 
A legtöbb ókori népnél fellelhető az anyaistennő-kultusz. Egyiptomban például Íziszt ábrázolták anyaistennőként és a nőiesség szimbólumaként, a gyermek Hórusz névre hallgatott. Mária, az istenanya nem más, mint az egyiptomi Ízisz kereszténnyé lett mása; ezért nagyon is érthető, hogy az istenanya kultusza éppen Egyiptomból kiindulva terjedt el. A kisdedet ábrázoló Madonna ókeresztény ábrázolásai szinte vonásról vonásra azonosak a kisded Hóruszt ölében tartó Ízisz képmásaival.
Mária istenanyaságának a kultusza a legkorábbi időktől kezdve párosult a szüzesség kultuszával. A megalapozására már a keresztény ókorban megszületnek az első Mária-dogmák és Máriát a pogány anyaistennők mintájára az istenanyaság méltóságával és jelzőjével illeték. A nép körében ez nem talált különösebb ellenállásra, sőt megkönnyítette az áttérítésüket, hiszen sokan korábban a pogány anyaistennők imádói voltak, majd mint keresztények, Máriát kezdték tisztelni azok helyett. 
A szentek és képeik tisztelete kezdetben a kereszténység lelkétől távol állt. A 300-as évek elején megtartott elvirai zsinat kimondta: "Az egyházakban ne legyenek képek. Azért határoztuk, hogy az egyházakban nem szabad képeknek lenniük, hogy a tisztelet és imádat tárgyát a falakra senki ne fesse." Ez az álláspont később megváltozott.
Krisztusról, Máriáról és más szentekről ikonokat, freskókat, szobrokat kezdtek el készíteni. Hogy a pogányságból áttérteknek a bálványimádást pótolják, fokozatosan bevitték a szobrok és képek tiszteletét a keresztény istentiszteletbe. Ezek először abból a célból kerültek a templomokba, hogy a Szentírás helyett az olvasni nem tudókat eligazítsák, továbbá hogy az emberek lelkében kegyességet ébresszenek.
A 4. századtól kezdve Máriának, mint isten anyjának a kultusza oly mértékben kibontakozott, hogy tiszteletére már templomokat is építettek.  A Gyertyaszentelő Boldogasszony, azaz Szűz Mária megtisztulásának ünnepe a kereszténység államvallássá tétele idején keletkezett, a Lupercalia  ünnepe helyett, amikor a pogány rómaiak a természet rituális megtisztulását és a totemisztikus farkasőst ünnepelték. A 4. századtól kezdve már oly nagy mennyiségű liturgikus szöveg magasztalta Máriát, hogy még a felsorolásuk is nehézséget jelentene.
A bálványimádók csatlakoztak az egyházhoz, s imádatuk korábbi tárgyait felcserélték Jézus, Mária és a szentek szobraival.
Mária istenanyaságának hirdetésével az 5. század elején Nesztoriosz szállt szembe.
Mária istenanyaságának a problémája szorosan összefüggött azzal a kérdéssel, hogy kicsoda is tulajdonképpen Krisztus, akit a 2. században már mint Mária révén megjelent megváltót emlegettek. A kérdés az volt: Mária nevezhető-e Isten anyjának (theotokosz) vagy meg kell elégednie az ember anyja (anthrópotokosz), esetleg a Krisztus anyja (krisztotokosz) címmel. 
Az antiochiai iskola Krisztusban úgy szétválasztotta az isteni és emberi tulajdonságokat, hogy Máriát csak az ember Krisztus anyjának lehetett tekinteni.
Nesztoriosz is kifogásolta, hogy a konstantinápolyiak isten anyjának nevezik Máriát, holott az mindössze embernek az anyja. Ő előnyben részesítette a Krisztus anyja címet. Ne tegyétek a szűzet istennővé! – hirdette, de ezzel sokakból már ekkor általános felháborodást keltett. Ha ugyanis Mária nem isten anyja, akkor Krisztus – Mária gyermeke – pusztán ember, és így veszélybe kerül a megváltás tana, mert a csak ember-megváltó alkalmatlan arra, hogy az egész emberiség nevében kiengesztelje az eredeti bűn által megsértett istenséget. 
A 431-ben összehívott Epheszoszi zsinat – mely zsinat kiváltó oka az alexandriai iskola és az antiochiai iskola véleménykülönbsége volt Mária szerepének kérdésében – Nesztoriosz ellen foglalt állást: megfosztották püspöki hivatalától és Máriát hivatalosan is istenszülőnek, istenanyának jelentették ki.  A zsinat állásfoglalása a nesztoriánusok szakadásához vezetett, míg III. Sixtus pápa pedig a zsinat emlékére Rómában felépíttette a Santa Maria Maggiore-bazilikát.
A Mindig szűz szent Istenszülő ünnepe az 5. században keletkezett. Ebből fejlődött ki kb. a 7. századra a ma is megült március 25-i Gyümölcsoltó Boldogasszony ünnepe, amelynek tárgya Mária szűzi foganása és istenanyasága. 
A 6. században keletkezett Mária halálának (január 18.) és mennybevitelének (augusztus 15.) az ünnepe. A két ünnep rövidesen egyesült és mennybevitel (magyar nevén: Nagyboldogasszony) néven állandósult és terjedt el. 
A 7. századi lateráni zsinat  (649), majd a harmadik konstantinápolyi zsinat (681) kihirdette az örökös szüzesség dogmáját. 	
Először a 8. században fogalmazták meg Máriát közvetítőként, majd ezután használták a bővített formát: minden kegyelem közvetítője.
A Mária-kultusz igazi felvirágzásának az ideje a középkor. A 7. században keletkezett és a 9. században terjedt el a szeplőtelen fogantatás ünnepe, amely a bűntelen, az eredeti bűntől és minden személyes bűntől mentes Máriának a tiszteletét népszerűsítette. A 8. században keletkezett Mária születésének az ünnepe is (Kisasszony napja, szept. 8.). 
A 10-11. században, az ún. szerzetesi reformmozgalmak időszakában a kultusz új vonásokat vett fel. Ekkor lett Mária az irgalmasság anyja és a világ királynője. A Karoling-kor Mária-ábrázolásaival szemben a 10. századtól kezdődőileg a Mária-képek és a Mária-szobrok Krisztus anyját,
mint királynőt ábrázolják, akinek fejét korona ékesíti, vállát pedig királyi palást borítja. A 11. századból való az az imádság, amely először magasztalja úgy Máriát,
mint a világ királynőjét. A 10-11. század egyházi költői is mint a menny és föld királynőjét magasztalják. A különféle ájtatossági gyakorlatok között ekkor jelenik meg a boldog szűz Mária tisztelete, amely később, a gótikában fejlődött ki, végül is a maga teljességében, amikor Mária földi életének egyes eseményeit
(pl. Jézus születését, a napkeleti bölcsek imádását) mint boldogságának forrását népi és liturgikus tisztelet tárgyává tették. 
A 12-15. század között vált népszerűvé a szenvedő Máriának a tisztelete. Ezzel kapcsolatosan születtek meg a különféle Mária-siralmak (Planctus Mariae), jelent meg Mária úgy a hívek képzeletében, mint a fájdalmak anyja, keletkeztek a hétfájdalmú Máriáról szóló miseszövegek. A 13. századtól kezdődőleg előtérbe került Máriának, mint édesanyának a tisztelete is. A gótikus ábrázolásokon Mária már gyakran korona nélkül jelenik meg, amint anyai tekintettel szemléli a gyermekét, aki almával, virággal vagy madárral játszadozik.
A 12. századból származnak a Máriához intézett litániáknak (könyörgések, megszólítások) az első nyomai.
A 13-16. század között számos és nagy terjedelmű litánia keletkezett, amelyek alapján a 16. században állította össze Petrus Canisius a ma is használatos lorettói litániát. E litániákban a középkori népi Mária-kultusz nyilvánul meg. 
A középkorban lett Mária a lelkek és testek orvosa, a bűnösök menedéke, a szomorúak vigasztalója, és vált minden helyzet, foglalkozási ág, társadalmi réteg, tartomány vagy ország sajátos arculatú védőjévé, patrónájává.
A szentek tiszteletével függött össze a hagiográfia, a szentek legendás életének bemutatásával foglalkozó tudományág. Ebben a tiszteletben az első és legfontosabb helyet a Boldogságos Szűzanya foglalta el. A szentek legendás életének egyik legismertebb propagálója a 13. századi Jacopo da Voragine, a későbbi genovai érsek volt, aki az előző hatalmas legendairodalmat kivonatolva állította össze művét, mely közkedveltsége miatt a Legenda aurea, azaz Arany legenda nevet kapta.
Részlet a műből:
A 16. századi reformáció elvetette a Mária-kultuszt. Azzal a polgári individualizmussal összefüggő tanításával, mely szerint az egyéni hit szükséges az üdvösség eléréséhez, fölöslegessé vált minden Mária-kultusz, mint amely éppen a krisztusi megváltásba vetett szubjektív hittől tereli el a figyelmet. A protestantizmus, amely az őskeresztényekhez hasonló puritánságra törekedett, megszüntette az istentiszteletek pompáját, eltávolította Mária és a szentek képeit és szobrait a templomokból és a katolikusok káprázatos kultuszát és liturgiáját sem tartotta meg.  Ezzel szemben a katolikusok a reformáció után egyre nagyobb hangsúlyt helyeztek a kultuszra, és úgy tekintették azt, mint az ortodox tanítás kritériumát. 
A 17. században a búcsújárások újra fellendültek, főleg a Mária-kultusz jegyében. A kegyhelyek részben az ott őrzött ereklyék és kegyképek, részben a Mária-jelenések, a csodálatos imameghallgatások és hihetetlen gyógyulások és egyéb csodák miatt váltak a kultusz színhelyeivé.
A 17. századtól a 19. századig mindinkább törekedtek arra, hogy teológiai következtetések segítségével spekulatív módon feltárják Mária "dicsőséges vonásait" és előjogait ("sohasem elegendő azt állítani Máriáról", "ami Isten szerint illő volt Máriához, azt Isten meg is valósította.) A tiszta, eszményi nő ősképeként és Évával szembeállítva ábrázolják Máriát; eretnekséget legyőző asszonyként és hatalommal rendelkező védőszentként.
A 19. századtól a katolikus Mária-kultuszt tudatosan a modern eszmék terjedésének ellensúlyozására használták fel, másrészt a női emancipációs mozgalmak hatása alá került és a nőkérdés vallásos szellemű megoldásának eszköze lett. A szélsőséges kultusz ugyanakkor az ökumenikus mozgalom kibontakozását akadályozta, ezért a II. vatikáni zsinaton megkísérelték egy olyan Mária-kép megrajzolását, amely Máriát az egyház tagjaként mutatja be. Ez a lépés a protestánsoknál a kívánt hatást nem érte el, mert ugyanakkor Máriát új címmel, az egyház anyja címével ruházták fel és korábbi tiszteletét továbbra is fenntartották. 
A 20. században XII. Piusz pápa dogmaként jelentette ki Mária testi mennybemenetelét. Eszerint Szűz Mária a halála után nemcsak lélek, hanem test szerint is mennybe vitetett. (Munificentissimus Deus)

## Mária-dogmák
- Istenanyaság – Theotokosz
- Örökszűz – Sempervirgo
- Szeplőtelen fogantatás – Immaculate Conception
- Mária mennybevétele – Assumptio

## Kultusza Magyarországon
- Mária-kegyhelyek
- Szent kutak
- Üdvözlégy
- Rózsafüzér
- Kisboldogasszony

## Kritika

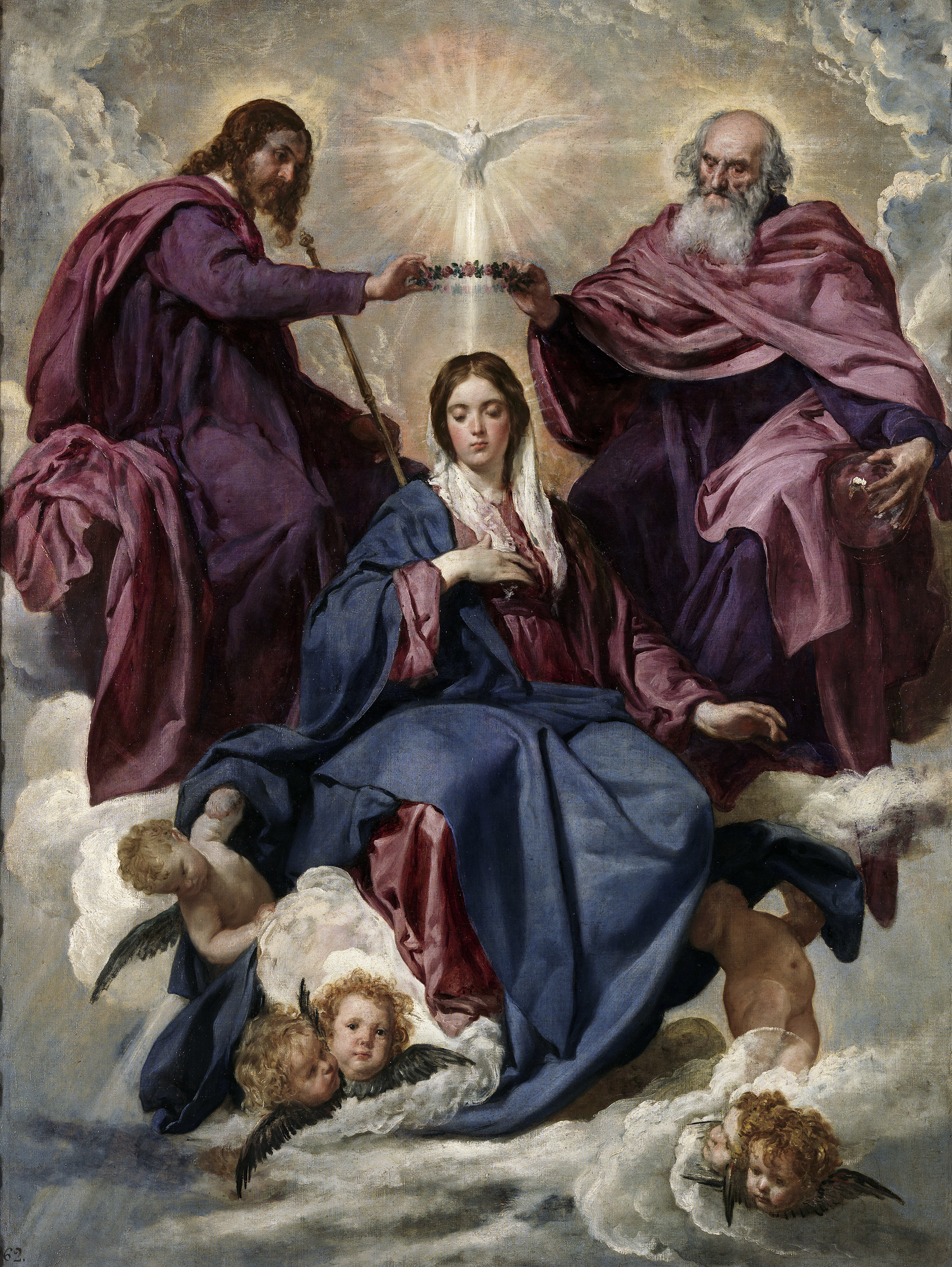
Diego Velázquez: A Szűz megkoronázása

A vallásos tiszteletben részesített Mária ismertetőjegyei, tulajdonságai, gondoskodó-védelmező, isteni királynővé avanzsált funkciója és az ehhez kapcsolódó szimbolika, döntő többségükben nemcsak nem egyeznek, hanem kifejezetten ellentétesek a Bibliában szereplő Máriáéval. A pogány anyaistennők képére formálódott a katolicizmus Mária alakja.
Máriát az Isten Anyjának nyilvánították, és hagyták tisztelni, mert az áttért hellenisztikus világnak szüksége volt egy mennyei női princípiumra. A görög világban évszázadokon át Efézus volt az istennőimádat központja, amely Mária hivatalos tiszteletének a bölcsője lett.
A Nap, a korona, a glória, a gyöngyök elmaradhatatlan kellékei lettek az ábrázolásának. Sok vallástörténész szerint Mária, az Istenanya nem más, mint az egyiptomi Ízisz kereszténnyé lett mása. Az istenanya (Theotokosz) kultusza éppen Egyiptomból kiindulva terjedt el.
Az Ad Caeli Reginam pápai enciklika Máriát a mennyek királynőjének nevezi. A Mennyek Királynője (Regina Caeli) egyike lett annak a sok királynői címnek, amellyel Máriát felruházták. 1964-ben a II. Vatikáni Zsinat a Világegyetem Királynőjeként emlegette.
Jézus soha nem nevezte az anyjának Máriát
Mária az emberek szemében Jézus anyja volt, de Jézus soha nem nyilatkozott róla így. Jézus soha nem használta ezt a kifejezést Máriára: anyám. Tudta, hogy Mária csak egy eszköz volt Isten kezében, akiben ő alkotva lett és aki őt megszülte, de nem volt az ő anyja.
Jézus kijelentette, hogy aki követi őt és megtartja a parancsolatait, az közelebb áll hozzá, mint az ő anyja. Soha nem szólította fel az embereket, hogy magasztalják Máriát, és Jézus tanítványai és az első keresztények nem is tették ezt.
Máté 12. része így ír:
| „                | Még beszélt Jézus a sokasághoz, amikor íme, anyja és testvérei megálltak odakint, mert beszélni akartak vele. Valaki szólt neki: Íme, anyád és testvéreid odakint állnak, és beszélni akarnak veled. Ő azonban így felelt annak, aki szólt neki: Ki az én anyám, és kik az én testvéreim? Erre kinyújtotta kezét tanítványai felé, és így szólt: Íme, az én anyám és az én testvéreim! Mert aki cselekszi az én mennyei Atyám akaratát, az az én testvérem és az én anyám. | ” |
| – Máté 12, 46-50 | |   |

Jézus nem számolta magát az asszonyoktól szülöttek közé
Jézus nem számolta magát az asszonyoktól szülöttek közé, hanem ő csupán szimbolikusan számított a földi asszonyoktól szülöttek közé. Isten alkotta, formálta egy szűz lányban. Jézus kijelentése alapján a legnagyobb, aki az ő korában valóságosan asszonytól született, Keresztelő János volt.

| „         | Istentől.. vagyok, és ő küldött engem. | ” |
| – Jn 7,29 |                                        |   |

| „            | Bizony, mondom nektek: asszonyok szülöttei között nem támadt nagyobb Keresztelő Jánosnál. | ” |
| – Máté 11,11 |                                                                                           |   |

Jézus a Biblia alapján öröktől fogva létezett
Jézus nem testi törvények alapján született – ahogy az emberek – hanem öröktől fogva létezett.

| „         | Ti innen alulról vagytok, én meg felülről vagyok. Ti ebből a világból vagytok, én azonban nem vagyok ebből a világból. | ” |
| – Jn 8,23 | |   |

Jézus soha nem dicsőítette Máriát
Jézus nem értékelte fel Máriát, sőt inkább boldogoknak nevezte azon követőit, akik hallgatják és megtartják Isten parancsolatait.

| „               | Történt pedig, hogy a tömegből felkiáltott egy asszony: »Boldog a méh, amely hordozott, és az emlők, amelyeket szoptál!« Erre ő azt mondta: »Inkább azok a boldogok, akik Isten szavát hallgatják, és megtartják azt! | ” |
| – Luk 11, 27-28 | |   |

Egy szöveg, amiben a katolikusok közül sokan megbotránkoznak, János evangéliumában így található:

| „           | Elfogyván a bor, a Jézus anyja monda néki: Nincs boruk. Monda néki Jézus: Mi közöm nékem te hozzád, oh asszony? Nem jött még el az én órám. | ” |
| – Jn 2, 3-4 | |   |

Jézusnak ez a kijelentése nagyon mélységes és fontos igazságot tartalmaz. Ha valóban az anyjának tekintette volna Máriát, akkor bizonnyal tiszteletlenség lett volna ez a kijelentés.
Az őskeresztények nem dicsőítették Máriát
Az apostolok szemében Mária Jézusnak csak a nevelőanyja volt, ahogy József is a nevelőapja. Mindkét szülő csak eszköz volt Isten kezében. Jézus öröktől fogva létezett: nem tekinthető zsidónak, és Mária sem tekinthető istenszülőnek.
Pál apostol írta:

| „            | Apa nélkül, anya nélkül, nemzetség nélkül jelent meg; mivel sem napjainak kezdete, sem életének vége nincs, hasonló Isten Fiához, és pap marad mindörökké. | ” |
| – Zsid. 7,11 | |   |

A Mária-tisztelet legkezdetibb nyomai a 2. század kereszténységében kezdtek megjelenni. Egyes korai keresztény írók Máriát, mint Isten anyját kezdték magasztalni. Mária legrégebbi ábrázolása is a 2. század közepéről való, de Mária-ünnepnek az első három században nem található nyoma.
A 4. században az efézusiak elsőként szenteltek templomot Mária tiszteletére, miután úgy tartották, hogy Szűz Mária Efezusban élt későbbi éveiben. Mária, mint Isten anyjának a kultusza olyan mértékben kibontakozott, hogy tiszteletére máshol is templomokat emeltek. Az első Mária-ünnep, a "Mindig szűz szent Istenszülő" ünnepe ebben az időszakban keletkezett.
Mária nem tekinthető közbenjárónak Isten előtt
Ahogy az előbbi szöveg (Zsid 7,11) hangsúlyozta, Jézus az örökkévaló pap (közbenjáró) Isten előtt. Majd a a zsidókhoz írt levél így folytatja:

| „               | Mivel (Jézus) örökre megmarad, örökkévaló a papsága. Így örökre üdvözítheti is azokat, akik általa Istenhez közelednek, hisz mindenkor él, hogy értük közbenjárjon. | ” |
| – Zsid. 7,24-25 | |   |

A Timóteusnak írt első levélben ezt írja Pál apostol:

| „             | Egy az Isten, egy a közvetítő Isten és ember közt: az ember Krisztus Jézus, aki váltságul adta magát mindenkiért. | ” |
| – 1. Tim. 2,5 | |   |

Hogy Mária közbenjáró volna, a Biblia tanításának határozottan ellene mond. Az egyedüli közbenjáró Isten és az emberek között: Jézus Krisztus, aki a Földre jött és emberként szenvedett és halt meg a bűnbánó emberek megváltásáért, majd a saját elhullatott vérével lépett be a mennyei szentek szentjébe, hogy Isten előtti közbenjáróként örök váltságot szerezzen az istenfélő embereknek.
Mária örök szüzességéről a Biblia nem szól
A szűztől való születésbe vetett hit az evangéliumokból származik, Máriát szűzként mutatják be, amikor teherbe esett Jézussal. Mária és József szexuális kapcsolata Jézus születése után kezdődik, így Jézusnak lettek testvérei.
A katolikus hit azonban túlmutat ezen, és Mária a házasélete során is „szűz maradt”. Máriát nemcsak Jézus születése előtt, hanem alatt és után is szűzként ábrázolták, szűzhártyája csodálatos módon helyreállt. Jézus testvéreit csak József gyermekeinek tekintik.
Mária örök szüzessége nem az Újszövetségből fakad, hanem egy, a 2. századi apokrif evangéliumból, a „Jakab protoevangéliumából”, amely kinyilvánítja az örök szüzességét.
Mária mennybemeneteléről a Biblia nem szól
Mária mennybemeneteléről a Biblia sehol nem szól, hogy a mennybe ragadtatott volna. Ezt a dogmát a katolikus egyház hirdette ki, nevezetesen a Mária mennybemenetelének dogmáját. Ez szükséges ugyanis ahhoz, hogy Mária közbenjáróként működhessen. 